# Kroměřížský sněm
Kroměřížský sněm (německy Kremsierer Reichstag) je označení zasedání Ústavodárného říšského sněmu habsburské monarchie, které začalo 22. července 1848 ve Vídni, protože však vypukla revoluce, muselo být 7. října 1848 přerušeno a přesunuto do Kroměříže, kde pokračovalo od 22. listopadu 1848 v Arcibiskupském zámku. Od tohoto data se jedná o Kroměřížský sněm, kdežto předchozí jednání neslo název Vídeňský sněm.

## Průběh

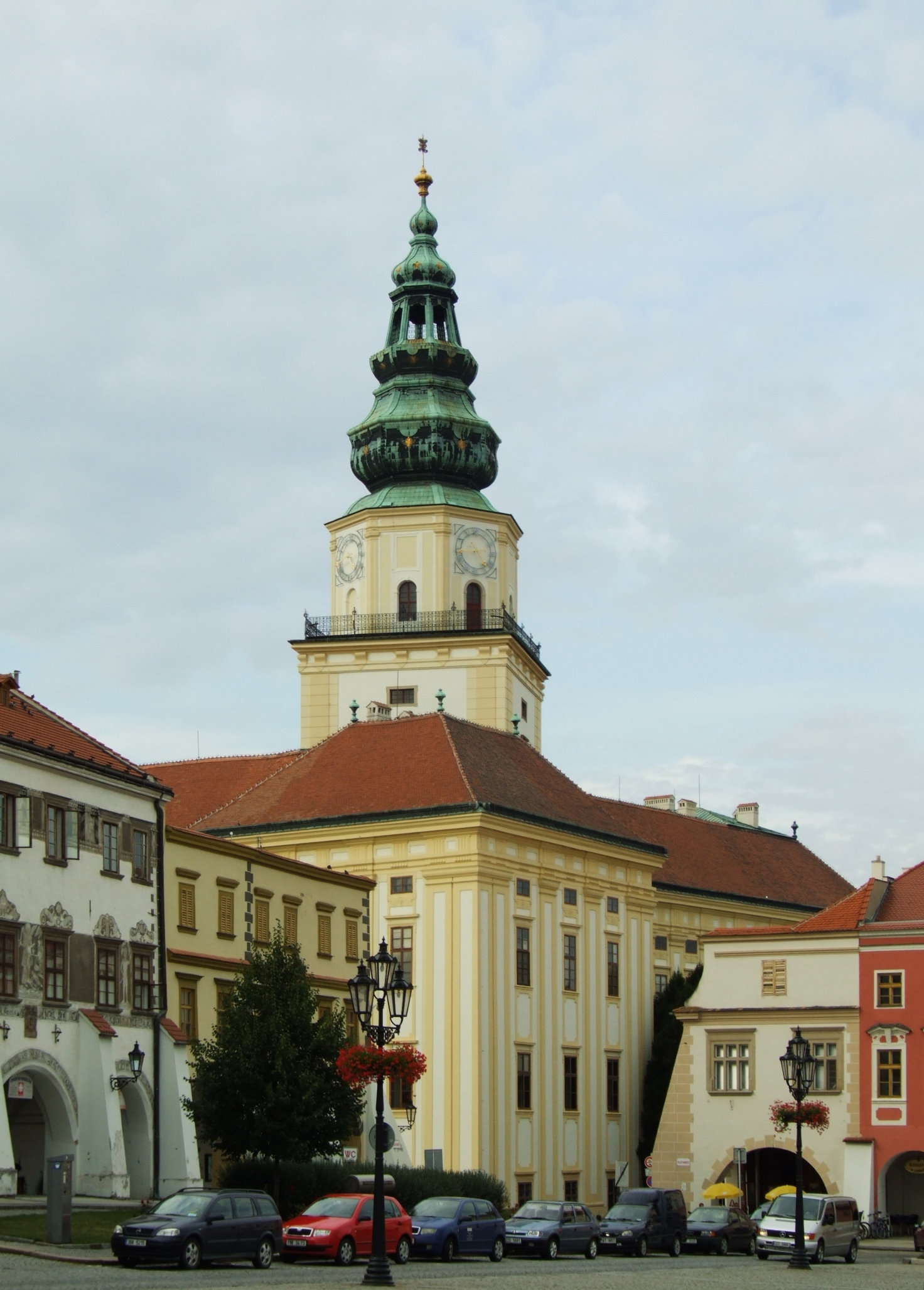
Arcibiskupský zámek dnes

Poslanci tohoto sněmu byli voleni zemskými sněmy. Sněmu předsedal haličský poslanec Franciszek Jan Smolka. České země zde zastupoval například František Palacký, Josef Kajetán Tyl, Václav Bolemír Nebeský nebo František Ladislav Rieger. Kroměřížský volební obvod zastupoval Jan Ohéral, uváděný jako redaktor. Poté, co sněm 7. září 1848 ve Vídni zrušil poddanství, bylo nyní jeho hlavním programem vytvoření nové ústavy, která by specifikovala zejména vztah Říšského sněmu a panovníka. Po potlačení povstání ve Vídni Alfredem Windischgrätzem už však neměl sněm téměř žádnou skutečnou moc. Nově vzniklá vláda pod vedením Felixe Schwarzenberga sice předstírala zájem o dění v Kroměříži, ale s nástupem Františka Josefa I. na trůn připravila vlastní ústavu.
Základní práva občanů byla vypracována již ve Vídni (s podílem Riegera) a byla předložena 21. prosince k prvnímu čtení. Problematický byl už první paragraf, podle něhož všechna politická moc ve státě vychází z lidu, proti čemuž se ihned ohradil František Stadion, který argumentoval tím, že moc patří panovníkovi. Tato otázka nebyla vyřešena a 10. ledna bylo odhlasováno, že bude vyřešena až při konečném hlasování o ústavě jako celku.
Protože rakouská armáda potlačila všechny nepokoje a zvítězila i v severní Itálii, byla pozice panovníka natolik silná, že nakonec 7. března 1849 mohl vydat manifest o rozpuštění říšského sněmu. Kroměříž byla obsazena vojskem a císař vyhlásil novou Březnovou ústavu.
V Kroměříži jsou na řadě domů umístěny pamětní desky věnované významným osobnostem sněmu.